# Форстфельд
Форстфе́льд (фр. Forstfeld) — коммуна на северо-востоке Франции в регионе Гранд-Эст (бывший Эльзас — Шампань — Арденны — Лотарингия), департамент Нижний Рейн, округ Агно-Висамбур, кантон Бишвиллер.
Площадь коммуны — 4,9 км², население — 683 человека (2006) с тенденцией к росту: 729 человек (2013), плотность населения — 148,8 чел/км².

## Население
Население коммуны в 2011 году составляло 730 человек, в 2012 году — 730 человек, а в 2013-м — 729 человек.
| 1962 | 1968 | 1975 | 1982 | 1990 | 1999 | 2006 | 2008 | 2011 | 2012 | 2013 |
| ---- | ---- | ---- | ---- | ---- | ---- | ---- | ---- | ---- | ---- | ---- |
| 455  | 452  | 456  | 511  | 566  | 591  | 683  | 700  | 730  | 730  | 729  |

Динамика населения:

## Экономика
В 2010 году из 541 человек трудоспособного возраста (от 15 до 64 лет) 421 были экономически активными, 120 — неактивными (показатель активности 77,8 %, в 1999 году — 75,4 %). Из 421 активных трудоспособных жителей работали 401 человек (223 мужчины и 178 женщин), 20 числились безработными (7 мужчин и 13 женщин). Среди 120 трудоспособных неактивных граждан 34 были учениками либо студентами, 31 — пенсионерами, а ещё 55 — были неактивны в силу других причин.